# Hymenophyllum digitatum
Hymenophyllum digitatum là một loài dương xỉ trong họ Hymenophyllaceae. Loài này được Sw. Fosberg mô tả khoa học đầu tiên năm 1980.